# 마이크 파이어스
마이크 파이어스 (풀네임 : Michael Bruce Fiers, 1985년 6월 15일 ~ )는 미국 프로야구 아메리칸 리그 오클랜드 애슬레틱스의 선수이다.
2009년 22라운드 676순위로 밀워키 브루어스에 입단했다.

## 경력
2011년 9월 14일 콜로라도 로키스와의 경기에서 첫 메이저리그 데뷔를 하였다. 2014년 9월 11일 마이애미 말린스전에서 지안카를로 스탠튼의 얼굴을 강타하는 사구를 던져 스탠튼이 시즌 아웃되었고 양팀간의 벤치 클리어링이 벌어지는 빌미가 되었다. 2015년 5월 7일 LA 다저스전에서 1이닝 동안 단 9개의 공으로 세타자 모두 삼구 삼진을 뽑아내는 진기록을 기록했다. 2015년 7월 30일 휴스턴 애스트로스 도밍고 산타나, 애드리언 하우저, 조시 헤이더, 브렛 필립스 등과 트레이드되어 카를로스 고메즈와 함께 밀워키 브루어스에서 휴스턴 애스트로스로 이적했다. 휴스턴 애스트로스로 이적한 지 22일 만인 8월 21일 LA 다저스전에서 노히트 노런을 달성했다. 2016년 데뷔 후 첫 10승 고지를 밟으며 11승을 기록했지만, 리그 최다 17개의 와일드핏치를 기록하는 불명예 기록을 남겼다. 2017년 시즌 방어율 5.22,  WHIP 1.43 등의 저조한 성적을 남기며 12월 1일 논텐더 FA로 휴스턴 애스트로스를 떠나게 되었다. 일주일 뒤 12월 8일 디트로이트 타이거즈와 1년 600만 달러의 단기 계약을 했다. 2018년 8월 6일 마이너리그 유망주와 트레이드되어 오클랜드 애슬레틱스로 이적했다.
2019년 5월 7일 신시내티 레즈전에서 자신의 두번째 노히트 노런을 달성했고 풀시즌을 소화하며 자신의 시즌 최다승인 15승(15승 4패 방어율 3.90)을 달성했다.

## 통산 기록
| 연 도          | 소 속          | 나 이          | 승 리 | 패 전 | 평 자 책 | 출 장 | 선 발 | 완 투 | 완 봉 | 홀 드 | 세 이 브 | 이 닝  | 피 안 타 | 실 점 | 자 책 | 피 홈 런 | 볼 넷 | 고 4 | 탈 삼 진 | 몸 맞 | 보 크 | 폭 투 | Q S | 피 안 타 율 | W H I P |
| -------------- | -------------- | -------------- | ----- | ----- | -------- | ----- | ----- | ----- | ----- | ----- | -------- | ------ | -------- | ----- | ----- | -------- | ----- | ---- | -------- | ----- | ----- | ----- | --- | ----------- | ------- |
| 2011           | MIL            | 26             | 0     | 0     | 0.00     | 2     | 0     | 0     | 0     | 0     | 0        | 2.0    | 2        | 0     | 0     | 0        | 3     | 0    | 2        | 0     | 0     | 0     | 0   | .286        | 2.50    |
| 2012           | MIL            | 27             | 9     | 10    | 3.74     | 23    | 22    | 0     | 0     | 0     | 0        | 127.2  | 125      | 56    | 53    | 12       | 36    | 0    | 135      | 2     | 0     | 4     | 12  | .254        | 1.26    |
| 2013           | MIL            | 28             | 1     | 4     | 7.25     | 11    | 3     | 0     | 0     | 0     | 0        | 22.1   | 28       | 20    | 18    | 8        | 6     | 0    | 15       | 0     | 0     | 1     | 0   | .298        | 1.52    |
| 2014           | MIL            | 29             | 6     | 5     | 2.14     | 14    | 10    | 0     | 0     | 0     | 0        | 71.2   | 46       | 19    | 17    | 7        | 17    | 1    | 76       | 0     | 0     | 1     | 8   | .181        | 0.88    |
| 2015           | MIL / HOU      | 30             | 7     | 10    | 3.69     | 31    | 30    | 1     | 1     | 0     | 0        | 180.1  | 162      | 83    | 74    | 24       | 64    | 5    | 180      | 6     | 0     | 8     | 15  | .238        | 1.25    |
| 2016           | HOU            | 31             | 11    | 8     | 4.48     | 31    | 30    | 0     | 0     | 0     | 0        | 168.2  | 187      | 89    | 84    | 26       | 42    | 0    | 134      | 7     | 0     | 17    | 14  | .280        | 1.36    |
| 2017           | HOU            | 32             | 8     | 10    | 5.22     | 29    | 28    | 0     | 0     | 0     | 0        | 153.1  | 157      | 95    | 89    | 32       | 62    | 0    | 146      | 13    | 1     | 11    | 10  | .266        | 1.43    |
| 2018           | DET / OAK      | 33             | 12    | 8     | 3.56     | 31    | 30    | 0     | 0     | 0     | 0        | 172.0  | 166      | 71    | 68    | 32       | 37    | 1    | 139      | 8     | 0     | 4     | 15  | .249        | 1.18    |
| 2019           | OAK            | 34             | 15    | 4     | 3.90     | 33    | 33    | 1     | 1     | 0     | 0        | 184.2  | 166      | 82    | 80    | 30       | 53    | 0    | 126      | 9     | 1     | 13    | 19  | .243        | 1.19    |
| MLB 통산 : 9년 | MLB 통산 : 9년 | MLB 통산 : 9년 | 69    | 59    | 4.02     | 205   | 186   | 2     | 2     | 0     | 0        | 1082.2 | 1039     | 515   | 483   | 171      | 320   | 7    | 953      | 45    | 2     | 59    | 93  | .251        | 1.26    |

※ 2019년 시즌 종료 기준

## 달성 기록
- 노히트 노런 : 2회 (2015년, 2019년)
- 한이닝 세타자 연속 3구 삼진 : 1회 (2015년 5월 7일 LA 다저스전)